# Calpenia monilifera
Calpenia monilifera là một loài bướm đêm thuộc phân họ Arctiinae, họ Erebidae.